# Lista över världens dyraste filmer
Detta är en lista över världens dyraste filmer. Bara filmer som kostade mer än 1.903.320.000 kr är listade.

## Ojusterat för inflation
| Rank | Titel                                           | År   | Kostnad (miljoner dollar) |
| ---- | ----------------------------------------------- | ---- | ------------------------- |
| 1    | Avengers: Infinity War                          | 2018 | $321                      |
| 2    | Pirates of the Caribbean: Vid världens ände     | 2007 | $300                      |
| 2    | Justice League                                  | 2017 | $300                      |
| 2    | Solo: A Star Wars Story                         | 2018 | $300                      |
| 5    | Superman Returns                                | 2006 | $270                      |
| 6    | Trassel                                         | 2010 | $260                      |
| 7    | Spider-Man 3                                    | 2007 | $258                      |
| 8    | Harry Potter och halvblodsprinsen               | 2009 | $250                      |
| 8    | Pirates of the Caribbean: I främmande farvatten | 2011 | $250                      |
| 8    | The Dark Knight Rises                           | 2012 | $250                      |
| 8    | John Carter                                     | 2012 | $250                      |
| 8    | Hobbit: Femhäraslaget                           | 2014 | $250                      |
| 8    | Avengers: Age of Ultron                         | 2015 | $250                      |
| 8    | Batman v Superman: Dawn of Justice              | 2016 | $250                      |
| 8    | Captain America: Civil War                      | 2016 | $250                      |
| 8    | Fast & Furious 8                                | 2017 | $250                      |
| 17   | Spectre                                         | 2015 | $245                      |
| 17   | Star Wars: The Force Awakens                    | 2015 | $245                      |
| 19   | Avatar                                          | 2009 | $237                      |
| 20   | The Amazing Spider-Man                          | 2012 | $230                      |
| 20   | Pirates of the Caribbean: Salazar's Revenge     | 2017 | $230                      |
| 22   | Pirates of the Caribbean: Död mans kista        | 2006 | $225                      |
| 22   | Berättelsen om Narnia: Prins Caspian            | 2008 | $225                      |
| 22   | Men in Black III                                | 2012 | $225                      |
| 22   | Hobbit: Smaugs ödemark                          | 2013 | $225                      |
| 22   | Man of Steel                                    | 2013 | $225                      |
| 27   | The Avengers                                    | 2012 | $220                      |
| 28   | Transformers: The Last Knight                   | 2017 | $217                      |
| 29   | The Lone Ranger                                 | 2013 | $215                      |
| 29   | Oz: The Great and Powerful                      | 2013 | $215                      |
| 31   | X-Men: The Last Stand                           | 2006 | $210                      |
| 31   | Transformers: Age of Extinction                 | 2014 | $210                      |
| 33   | Battleship                                      | 2012 | $209                      |
| 34   | King Kong                                       | 2005 | $207                      |
| 35   | Titanic                                         | 1997 | $200                      |
| 35   | Terminator 3: Rise of the Machines              | 2003 | $200                      |
| 35   | Spider-Man 2                                    | 2004 | $200                      |
| 35   | Quantum of Solace                               | 2008 | $200                      |
| 35   | 2012                                            | 2009 | $200                      |
| 35   | En julsaga                                      | 2009 | $200                      |
| 35   | Terminator Salvation                            | 2009 | $200                      |
| 35   | Transformers: De besegrades hämnd               | 2009 | $200                      |
| 35   | Toy Story 3                                     | 2010 | $200                      |
| 35   | Bilar 2                                         | 2011 | $200                      |
| 35   | Green Lantern                                   | 2011 | $200                      |
| 35   | Iron Man 3                                      | 2013 | $200                      |
| 35   | Monsters University                             | 2013 | $200                      |
| 35   | The Amazing Spider-Man 2                        | 2014 | $200                      |
| 35   | X-Men: Days of Future Past                      | 2014 | $200                      |
| 35   | Rogue One: A Star Wars Story                    | 2016 | $200                      |
| 35   | Guardians of the Galaxy Vol. 2                  | 2017 | $200                      |
| 35   | Black Panther                                   | 2018 | $200                      |

Senast uppdaterad: 2018-06-03

## Justerat för inflation
| Rank | Filmtitel                                       | År   | Kostnad (miljoner dollar) | Kostnad (miljoner dollar) |
| Rank | Filmtitel                                       | År   | Justerat                  | Ojusterat                 |
| ---- | ----------------------------------------------- | ---- | ------------------------- | ------------------------- |
| 1    | Pirates of the Caribbean: Vid världens ände     | 2007 | $363                      | $300                      |
| 2    | Cleopatra                                       | 1963 | $360                      | $44                       |
| 3    | Superman Returns                                | 2006 | $336                      | $270                      |
| 4    | Avengers: Infinity War                          | 2018 | $321                      | $321                      |
| 5    | Titanic                                         | 1997 | $312                      | $200                      |
| 5    | Spider-Man 3                                    | 2007 | $312                      | $258                      |
| 7    | Justice League                                  | 2017 | $307                      | $300                      |
| 8    | Solo: A Star Wars Story                         | 2018 | $300                      | $300                      |
| 9    | Trassel                                         | 2010 | $299                      | $260                      |
| 10   | Harry Potter och halvblodsprinsen               | 2009 | $292                      | $250                      |
| 11   | Waterworld                                      | 1995 | $288                      | $175                      |
| 12   | Pirates of the Caribbean: Död mans kista        | 2006 | $280                      | $225                      |
| 13   | Pirates of the Caribbean: I främmande farvatten | 2011 | $278                      | $250                      |
| 14   | Avatar                                          | 2009 | $277                      | $237                      |
| 15   | The Dark Knight Rises                           | 2012 | $273                      | $250                      |
| 15   | John Carter                                     | 2012 | $273                      | $250                      |
| 17   | Terminator 3: Rise of the Machines              | 2003 | $272                      | $200                      |
| 18   | King Kong                                       | 2005 | $266                      | $207                      |
| 19   | Spider-Man 2                                    | 2004 | $265                      | $200                      |
| 19   | Hobbit: Femhäraslaget                           | 2014 | $265                      | $250                      |
| 21   | Avengers: Age of Ultron                         | 2015 | $264                      | $250                      |
| 22   | Berättelsen om Narnia: Prins Caspian            | 2008 | $262                      | $225                      |
| 23   | X-Men: The Last Stand                           | 2006 | $261                      | $210                      |
| 23   | Batman v Superman: Dawn of Justice              | 2016 | $261                      | $250                      |
| 23   | Captain America: Civil War                      | 2016 | $261                      | $250                      |
| 26   | Spectre                                         | 2015 | $259                      | $245                      |
| 26   | Star Wars: The Force Awakens                    | 2015 | $259                      | $245                      |
| 28   | Wild Wild West                                  | 1999 | $256                      | $170                      |
| 28   | Fast & Furious 8                                | 2017 | $256                      | $250                      |
| 30   | The Amazing Spider-Man                          | 2012 | $251                      | $230                      |
| 31   | Men in Black III                                | 2012 | $246                      | $225                      |
| 32   | Hobbit: Smaugs ödemark                          | 2013 | $242                      | $225                      |
| 32   | Man of Steel                                    | 2013 | $242                      | $225                      |
| 34   | The Avengers                                    | 2012 | $240                      | $220                      |
| 35   | Pirates of the Caribbean: Salazar's Revenge     | 2017 | $235                      | $230                      |
| 36   | 2012                                            | 2009 | $234                      | $200                      |
| 36   | En julsaga                                      | 2009 | $234                      | $200                      |
| 36   | Terminator Salvation                            | 2009 | $234                      | $200                      |
| 36   | Transformers: De besegrades hämnd               | 2009 | $234                      | $200                      |
| 40   | Quantum of Solace                               | 2008 | $233                      | $200                      |
| 41   | Troja                                           | 2004 | $232                      | $175                      |
| 42   | Berättelsen om Narnia: Häxan och lejonet        | 2005 | $231                      | $180                      |
| 42   | The Lone Ranger                                 | 2013 | $231                      | $215                      |
| 42   | Oz: The Great and Powerful                      | 2013 | $231                      | $215                      |
| 45   | Toy Story 3                                     | 2010 | $230                      | $200                      |
| 46   | Battleship                                      | 2012 | $228                      | $209                      |
| 47   | Bilar 2                                         | 2011 | $223                      | $200                      |
| 47   | Green Lantern                                   | 2011 | $223                      | $200                      |
| 49   | Transformers: Age of Extinction                 | 2014 | $222                      | $210                      |
| 49   | Transformers: The Last Knight                   | 2017 | $222                      | $217                      |
| 51   | Polarexpressen                                  | 2004 | $219                      | $165                      |
| 52   | Guldkompassen                                   | 2007 | $218                      | $180                      |
| 53   | Transformers: Dark of the Moon                  | 2011 | $217                      | $195                      |
| 54   | Armageddon                                      | 1998 | $215                      | $140                      |
| 54   | The Dark Knight                                 | 2008 | $215                      | $185                      |
| 54   | Indiana Jones och Kristalldödskallens rike      | 2008 | $215                      | $185                      |
| 54   | Iron Man 3                                      | 2013 | $215                      | $200                      |
| 58   | Van Helsing                                     | 2004 | $212                      | $160                      |
| 58   | The Amazing Spider-Man 2                        | 2014 | $212                      | $200                      |
| 58   | X-Men: Days of Future Past                      | 2014 | $212                      | $200                      |
| 61   | Superman – The Movie                            | 1978 | $211                      | $55                       |
| 61   | Evan den allsmäktige                            | 2007 | $211                      | $175                      |
| 63   | WALL-E                                          | 2008 | $209                      | $180                      |
| 63   | Rogue One: A Star Wars Story                    | 2016 | $209                      | $200                      |
| 65   | Guardians of the Galaxy Vol. 2                  | 2017 | $204                      | $200                      |
| 66   | Black Panther                                   | 2018 | $200                      | $200                      |

Senast uppdaterad: 2018-06-03